# Nephthea simulata
Nephthea simulata är en korallart som beskrevs av Verseveldt 1970. Nephthea simulata ingår i släktet Nephthea och familjen Nephtheidae. Inga underarter finns listade i Catalogue of Life.